# NGC 6777
NGC 6777 é uma estrela dupla na direção da constelação de Pavo. O objeto foi descoberto pelo astrônomo Nicolas Lacaille em 1751, usando um telescópio refrator com abertura de 0,5 polegadas. 